# Aerodramus germani
Aerodramus germani е вид птица от семейство Бързолетови (Apodidae).

## Разпространение и местообитание
Видът е разпространен в Китай, Индонезия, Лаос, Малайзия, Мианмар, Филипините, Сингапур, Тайланд и Виетнам. Естествените му местообитания са субтропичните и тропически влажни низинни и планински гори.